# Медеа (Италия)
Вижте пояснителната страница за други значения на Медеа.
Медѐа (на италиански: Medea; на фриулски: Migjee, Мигиее) е село и община в Северна Италия, провинция Гориция, автономен регион Фриули-Венеция Джулия. Разположено е на 132 m надморска височина. Населението на общината е 979 души (към 2011 г.).